# Comuna Lisnîce, Berșad
Lisnîce (în ucraineană Лісниче) este o comună în raionul Berșad, regiunea Vinnița, Ucraina, formată din satele Vovciok și Lisnîce (reședința).

## Demografie
Componența lingvistică a satului Lisnîce
     Ucraineană (98,25%)
     Rusă (1,59%)
     Alte limbi (0,05%)
Conform recensământului din 2001, majoritatea populației satului Lisnîce era vorbitoare de ucraineană (98,25%), existând în minoritate și vorbitori de rusă (1,59%).